# برستون كليبورن
برستون كليبورن (بالإنجليزية: Preston Claiborne)‏ هو لاعب كرة قاعدة أمريكي، ولد في 21 يناير 1988 في دالاس في الولايات المتحدة.

## وصلات خارجية
- برستون كليبورن على موقع دوري كرة القاعدة الرئيسي (الإنجليزية)
- برستون كليبورن على موقعبيزبول رفرنس.كوم (الدوري الرئيسي) (الإنجليزية)
- برستون كليبورن على موقعبيزبول رفرنس.كوم (الدوري الثانوي) (الإنجليزية)
- برستون كليبورن على موقع إي إس بي إن.كوم (أم.أل.بي) (الإنجليزية)
- برستون كليبورن على موقع مشجعي الرسوم البيانية (الإنجليزية)